# Bataille de Casalecchio
Batailles de Milan
Batailles
1150 – 1200
- Vernavola (1154)
- Spolète (1155)
- Tortone (1155)
- Milan (1158)
- Siziano (1159)
- Crema (1159)
- Carcano (1160)
- Milan (1162)
- Prataporci (1167)
- Alexandrie (1174-1175)
- Legnano (1176)

1201 – 1250
- Calcinato (1201)
- Casei Gerola (1213)
- Cortenuova (1237)
- Brescia (1238)
- Faenza (1239)
- Giglio (1241)
- Viterbe (1243)
- Parme (1248)
- Fossalta (1249)
- Cingoli (1250)

1251 – 1300
- Bataille de Montebruno (1255)
- Cassano (1259)
- Montaperti (1260)
- Bénévent (1266)
- Tagliacozzo (1268)
- Colle (1269)
- Roccavione (1275)
- Desio (1277)
- Forlì (1282)
- Pieve al Toppo (1288)
- Campaldino (1289)

1301 – 1350
- Pavie (1302)
- La Lastra (1304)
- Milan (1311)
- Soncino (1312)
- Gaggiano (1313)
- Rho (1313)
- Ponte San Pietro (1313)
- Scrivia (1315)
- Montecatini (1315)
- Pavie (1315)
- Sestri (1318)
- Bardi (1321)
- Mirandola (1321)
- Gorgonzola (1323)
- Vaprio d'Adda (1324)
- Altopascio (1324)
- Zappolino (1325)
- San Felice (1332)
- San Quirico (1341)
- Gamenario (1345)

1351 – 1402
- Mirandola (1355)
- Casorate (1356)
- Solara (1356)
- Alexandrie (1391)
- Casalecchio (1402)

La Bataille de Casalecchio  (entre les Milanais et leurs alliés et Bologne, Florence et leurs alliés) eut lieu le 26 juin 1402 à Casalecchio di Reno près de Bologne.

## Histoire
La bataille de Casalecchio a eu lieu le 26 juin 1402 près de la ville de Casalecchio di Reno, en province de Bologne. À cette bataille participèrent une armée bolonaise aux ordres de Giovanni Ier Bentivoglio opposée à celle de Gian Galeazzo Visconti, duc de Milan, et ses alliés, les Malatesta de Rimini et les Gonzague de Mantoue. 
Dans cette période historique, Bologne était alliée à Florence dans la lutte pour stopper l'expansion de la puissance des Visconti de Milan.
Visconti était secondé par de nombreux seigneurs et condottieri italiens :
- Chiavello Chiavelli, seigneur de Fabriano,
- Facino Cane[1],
- Alberico da Barbiano
- Ludovico Gabriotto Cantelli (Ludovico da Parma) (1360 - v. 1410) qui commandait l'avant-garde milanaise de 2 000 cavaliers[2]

. 
Ludovico Cantelli combattit contre Bernardo della Serra et captura Rigo Galletto, Pietro da Carrara et Brunoro della Scala, qui furent conduits à Parme.
Les Bolonais qui étaient conduits par Giovanni Ier Bentivoglio (tué  pendant ou après la bataille), secondé par Muzio Attendolo, Angelo Tartaglia ont été défaits.
Gian Galeazzo Visconti conquit Bologne et prévoyait d'attaquer Florence mais il tomba malade le 10 août 1402 et mourut le 3 septembre suivant.